# Asalebria florella
Asalebria florella is een vlinder uit de familie snuitmotten (Pyralidae). De wetenschappelijke naam is voor het eerst geldig gepubliceerd in 1862 door Mann.
De soort komt voor in Europa.